# Заргенрот
Заргенрот (њем. Sargenroth) општина је у њемачкој савезној држави Рајна-Палатинат. Једно је од 134 општинска средишта округа Рајн-Хунсрик. Према процјени из 2010. у општини је живјело 480 становника. Посједује регионалну шифру (AGS) 7140134.

## Географски и демографски подаци
Заргенрот се налази у савезној држави Рајна-Палатинат у округу Рајн-Хунсрик. Општина се налази на надморској висини од 410 метара. Површина општине износи 12,6 km². У самом мјесту је, према процјени из 2010. године, живјело 480 становника. Просјечна густина становништва износи 38 становника/km².